# Ghiacciaio Hopkins
Il ghiacciaio Hopkins (in inglese Hopkins Glacier) è un ghiacciaio sulla costa di Loubet, nella parte occidentale della Terra di Graham, in Antartide. Il ghiacciaio, il cui punto più alto si trova 552 m s.l.m., è situato in particolare a ovest del ghiacciaio Erskine e fluisce verso ovest fino ad entrare nella cala Tlachene, sulla costa della baia di Darbel.

## Storia
Il ghiacciaio Hopkins è stato mappato dal British Antarctic Survey, che all'epoca si chiamava ancora Falkland Islands and Dependencies Survey, grazie a fotografie aeree scattate dalla Hunting Aerosurveys Ltd nel 1955-57. Il ghiacciaio è stato poi così battezzato nel 1958 dal Comitato britannico per i toponimi antartici in onore di Sir Frederick Hopkins, fondatore della scuola di biochimica dell'Università di Cambridge, le cui innovazioni nel campo delle diete e vitamine sintetiche hanno dato un grande contributo allo sviluppo delle moderne razioni concentrate.